# Reiner Seliger

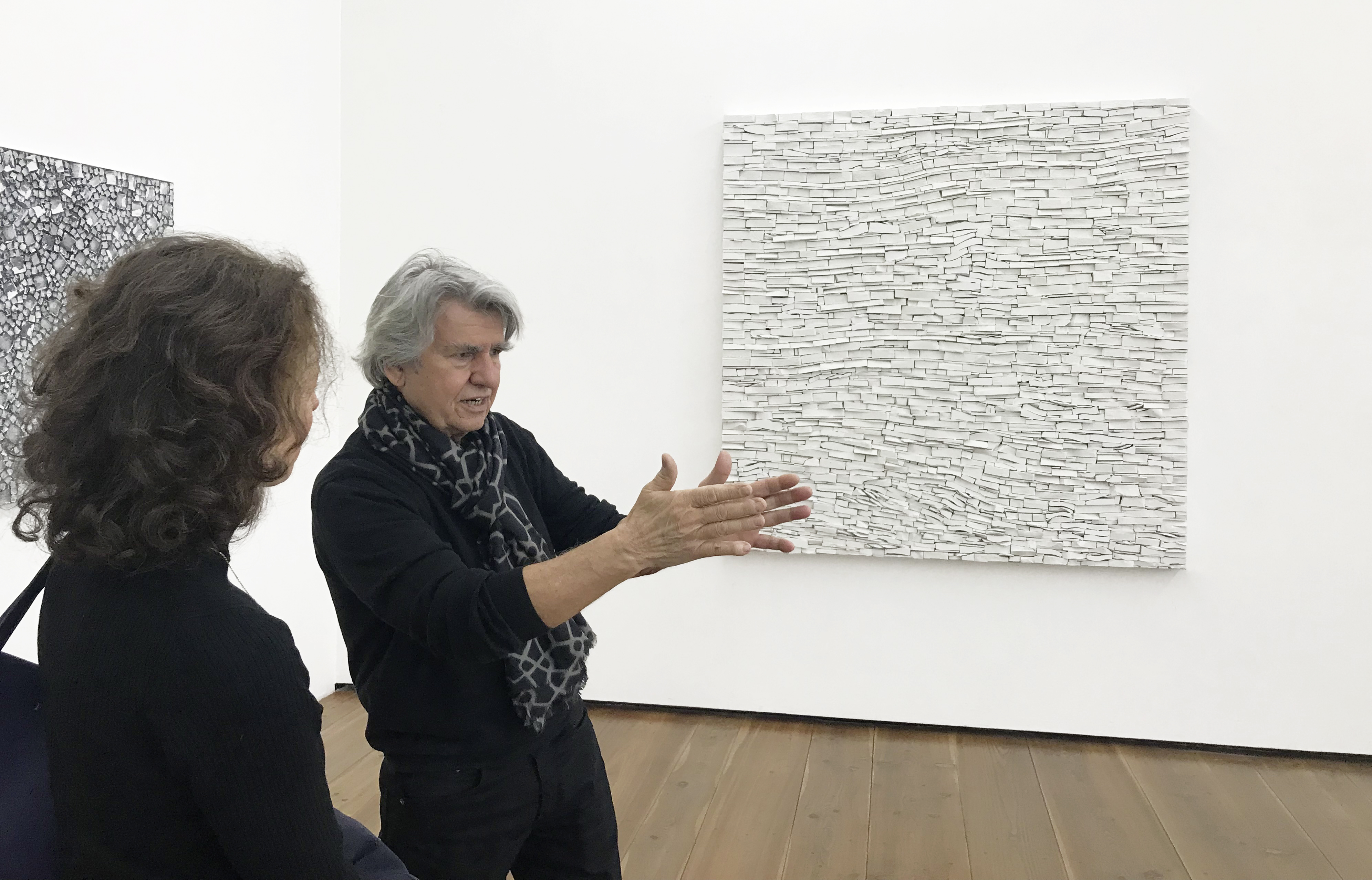
Reiner Seliger im Gespräch, im Museum Art.Plus Donaueschingen

Reiner Seliger (* 27. Februar 1943 in Löwenberg/Schlesien) ist ein deutscher Bildhauer, der durch die Verwendung von recycelten Materialien bekannt geworden ist. Seine Werke zeichnen sich durch die Technik des „Schichtens“ aus. Viele Werke des Künstlers sind in Skulpturenparks in Deutschland und der Schweiz zu sehen.

## Leben
Vertrieben aus Löwenberg in Schlesien, wuchs Reiner Seliger im vom Krieg zerstörten Düsseldorf auf, wo er bis 1970 lebte. Seliger studierte bis 1969 Industrial Design in Essen und nahm 1967 an der Weltausstellung EXPO 67 in Montreal teil. Nach Beendigung des Studiums lehrte er in Indien und arbeitete danach als freischaffender Künstler unter anderem in London, Mailand, Florenz und Düsseldorf.
Heute lebt und arbeitet Reiner Seliger mit seiner Ehefrau Heidi Gerullis (ebenfalls Künstlerin) in Freiburg sowie Castello di Montefioralle in Italien.

## Werke
Reiner Seliger entdeckte als Kind der Nachkriegszeit im zerstörten Düsseldorf die Ästhetik der Schuttberge und den Reiz zerbrochener Materialien für sich. Seine als Kind spielerische Annäherung an das Material zeigt sich heute in seinem künstlerischen Schaffen – vor allem bei seinen temporären „Ein-Tages-Skulpturen“ oder „ArchiSkulpturen“ aus rotbraunen Ziegelsteinen, die er auf Bauschuttdeponien vor Ort (z. B. in Ettenheim bei Freiburg) erstellt und wieder zerstören lässt.
Virtuos schichtet Reiner Seliger für seine Werke natürliche, alltäglich sichtbare Materialien und Industriereste zu wirkungsvollen Formen und Reliefs. Bruchstücke und Splitter bilden Strukturen, die sich im Spiel aus Farbe, Licht und Schatten stetig verändern. Für seine Skulpturen nutzt Reiner Seliger Materialien wie Ziegel- oder Marmorbruch. Er schichtet das Material zu architektonischen, spindelartigen oder bauchigen Türmen und Kugeln. „Jedes Material birgt ein Geheimnis. Man muss behutsam damit umgehen“, erklärt Reiner Seliger in einem Interview mit dem Museum Art.Plus.

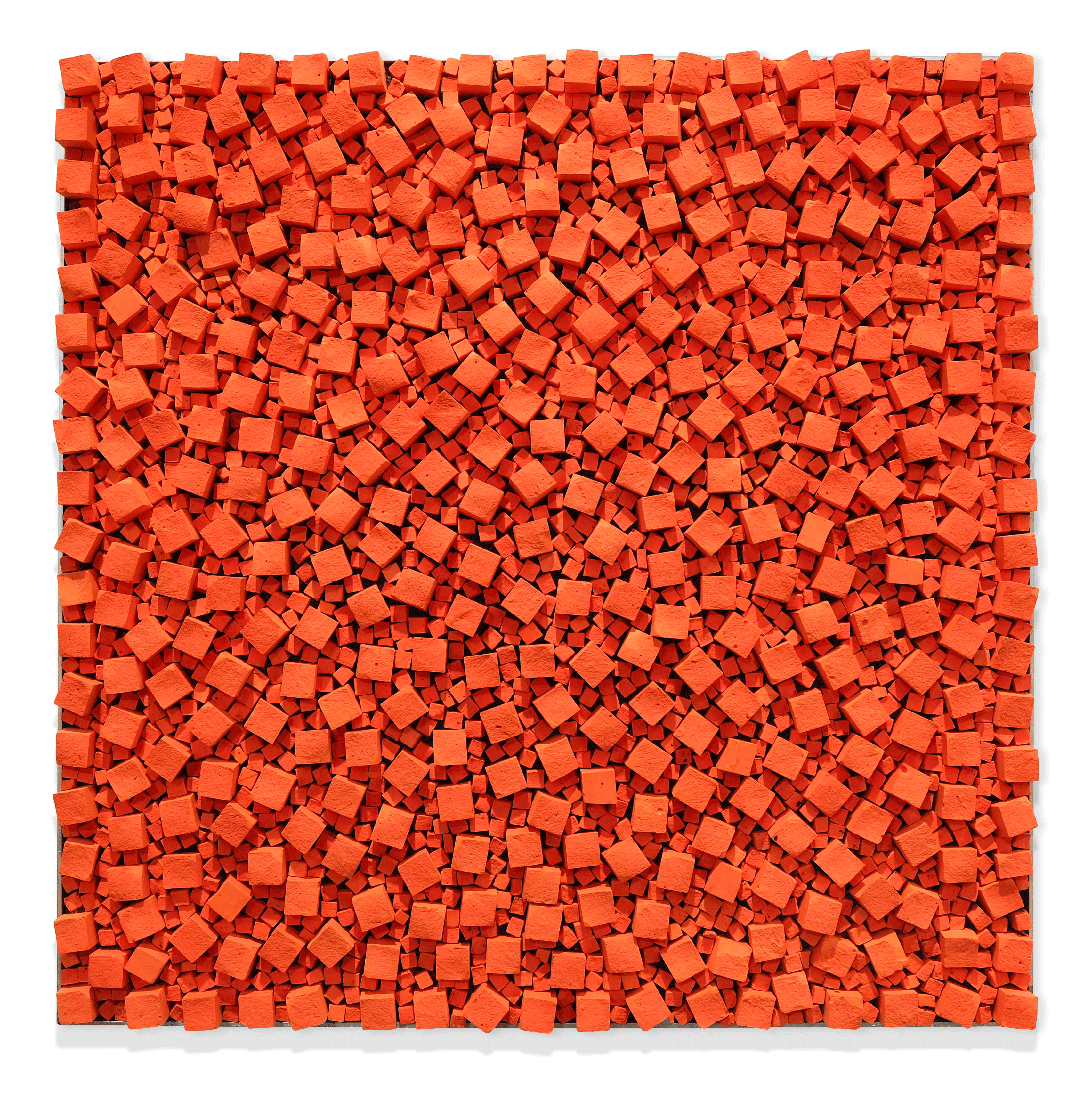
Reiner Seliger: Orange Cross, 2021 – Wandinstallation aus orange-roter Kreide

Seine mit scharfkantigen Glasscherben bespickten Kugeln und bis zu zwei Meter hohe transparente Glasstelen brechen das Licht, im Kontrast zu den matten Oberflächen des Terakottbruchs, wiederum auf unterschiedlichste Weise. Sie verändern ihre Farbigkeit mit dem Blickwinkel des Betrachters und scheinen auf dessen Bewegung im Raum zu reagieren.
Einen besonderen Stellenwert nimmt das Material Kreide in Reiner Seligers Œuvre ein. Fasziniert von der charakteristisch samtigen Konsistenz und der farbintensiven Präsenz, komponiert Reiner Seliger Wandobjekte aus unterschiedlich langen und breiten, geschnittenen oder gebrochenen Kreidestücken Wandinstallationen mit besonderer räumlicher Tiefe. Dicht an dicht – mal wie ein vielschichtiges Mosaik, mal wie eine stringente Reihung: „Es ist der Rhythmus, die Poesie des Materials, die immer wieder zum kreativen Prozess einladen. Die gestalterischen und ästhetischen Möglichkeiten sind unerschöpflich“, so Reiner Seliger.

## Ausstellungen und Museen
Viele Werke von Reiner Seliger sind als Außeninstallationen in Museumsausstellungen und Skulpturenparks zu sehen. Seine zumeist großen Bauwerke fügen sich nicht nur in die Umwelt ein, sondern verstehen sich als Annäherung oder als Brücke zwischen Mensch und Natur und bilden dabei neue Landschaftsmarken.

### Arbeiten im öffentlichen Raum (Auszug)
- Triennale Bad Ragartz – Bad Ragaz, Schweiz[12][13]
- Skulpturenpark Heidelberg[14][15]
- Skulpturenpark Eschborn, 2021[16]
- Skulpturenpark Luzern[17]
- Skulpturenpark Herne[18]
- Luisenpark, Mannheim[19]
- Blickachsen 3, Bad Homburg[20]
- Landesgartenschau Rheinland-Pfalz, Kaiserslautern[21]
- Bundesgartenschau Magdeburg[22]

### Museumsausstellungen (Auszug)
- 2022/23 Flottmann-Hallen, Herne[23]
- 2022/23 Fondazione Marcello Morandini, Varese, Italien[24]
- 2022 Museum Art Plus, Donaueschingen[25]
- 2016 Mannheimer Kunstverein[26]
- 2015 Museum Ritter, Waldenbuch[27]
- 2014 Kulturspeicher, Würzburg
- 2012 Friedrichsbau Bühl
- 2012 Kunstpalast Düsseldorf[28]
- 2010 Museum Beckum[29]
- 2010 Museum Biedermann, Donaueschingen[30]
- 2009 Museum Siegburg[31]
- 2007 Museo Civico, Palazzo Pubblico, Siena[32]
- 2005 Flottmann-Hallen, Herne[33]
- 2002 Mannheimer Kunstverein[34]
- 2000 Willy-Brandt-Haus, Berlin[35]
- 1999 Deutsches Architekturmuseum DAM, Frankfurt am Main[36]